# Cava del Ferro (Gualdo Tadino)

## Storia
La presenza di risorse minerarie nell'appennino umbro viene fatta risalire fino agli Antichi Umbri e successivamente agli Etruschi. In una regione povera di risorse minerarie si trovano altri giacimenti, spesso limonitici, a Stifone di Narni, Stroncone, Gavelli di Sant'Anatolia di Narco, Monteleone di Spoleto, Pupaggi di Sellano, San Pietro di Fabro, Valcella di Monte Cucco, Rigali di Gualdo Tadino.
La Cava del Ferro del Monte Penna  è l'unico reperto ancora esistente a Gualdo Tadino e risale alla metà dell'800 quando salì al soglio pontificio Pio IX, il senigalliese Giovanni Mastai Ferretti, che diede vita alla Società Romana delle Miniere di Ferro e sue Lavorazioni con l'intento di supportare la realizzazione della linea ferroviaria Roma-Ancona.
A dirigere l'opera venne chiamato l'ingegnere Angelo Vescovali che, dopo alcune opere di scavo e il ritrovamento di argille ocracee ricche di ossidi di ferro, arrivò a stimare la presenza di cinquemila metri cubi di massa ferriera idonea ad essere trasformata in ghisa. I risultati di questi studi vennero pubblicati nel 1858 contemporaneamente con l'inizio dei lavori. I primi risultati furono positivi ma i costi dell'operazione la resero ben presto insostenibile. I costi di trasporto del materiale insieme alla posizione impervia della cava non venivano compensati da una produzione sufficiente. Con l'Unità d'Italia, e la possibilità di usare altre e più redditizie miniere, la produzione venne abbandonata.
Attualmente esiste soltanto l'ingresso della cava dove nel 1976 venne intercettato un pozzo naturale dal Gruppo Speleologico Gualdo Tadino. Nei pressi dell'abitato di Gualdo Tadino sono ancora visibili i resti di quello che doveva essere il forno fusorio per il materiale estratto.